# Auftragsauktion
Auftragsauktionen oder auch Handwerksauktionen, je nach Art auch Dienstleistungsauktionen, sind eine meist internetbasierte Vergabeform. Auf entsprechenden Auftragsbörsen geht die Initiative anstatt vom Verkäufer oder Anbieter vom Käufer aus. Das verwendete Vergabeverfahren ist dabei eine umgekehrte Auktion, bei der zumeist ein Maximalpreis vorgegeben wird und die Gebote nur unterhalb dieses Wertes liegen dürfen. Im Gegensatz zum konventionellen Submissionsverfahren kennen die Bieter die Höhe der vorliegenden Gebote, sie können aufgrund dessen ihr Gebot reduzieren.

## Ablauf
Der Auftraggeber gibt seinen Bedarf in Eingabemasken bei einer Auftragsbörse ein, zusätzlich seinen Maximalpreis und lädt ergänzende Dokumente hoch. Anschließend geben die Dienstleister ihre Gebote ab. Danach kann der Auftraggeber teilweise (je nach Vergabeverfahren) entscheiden, welchen Auftragnehmer er auswählen möchte oder der günstigste Auftragnehmer erhält automatisch den Zuschlag. Hier vermischen sich also teilweise charakteristische Merkmale der Auktion und Ausschreibung. Nach einer erfolgreich abgewickelten Transaktion werden beide Vertragsparteien wechselseitig bewertet.

## Vorteile von Auftragsbörsen
Durch die Bündelung von Auftragsdaten innerhalb der Auftragsbörsen sinken die Transaktionskosten sowohl für die Auftragnehmer als auch die Auftraggeber. Denn ein langwieriges Suchen von Dienstleistern bzw. Aufträgen entfällt. Zusätzlich erhöht die Zusammenführung der Auftragsdaten die Konkurrenzsituation und sichert so den Auftraggebern und Auftragnehmern einen transparenten Preisfindungsprozess. Da sowohl Auftraggeber als auch Auftragnehmer nur noch über eine Auftragsbörse Kontakt aufnehmen, werden so die notwendigen Kontakte massiv reduziert. Zusätzlich müssen die Auftragnehmer keine unnötigen Angebote mehr abgeben, wenn etwa die Preisvorstellungen des Auftraggebers weit von den realistischen Kosten für den Auftrag abweichen. Die entsprechenden Vorteile realisieren sich dabei unter Berücksichtigung der Netzwerkeffekte, sind also erst mit hohen Nutzerzahlen in den jeweiligen Auftragsbörsen realisierbar.
Da bei Dienstleistungen im Regelfall erst nach erbrachter Leistung gezahlt wird, ist kein Treuhandservice wie bei ebay nötig und das Risiko aus finanzieller Sicht damit geringer als beim Einkauf im Internet.

## Kritik an Auftragsbörsen
Da bei einigen Dienstleistungsauktionsseiten immer der günstigste Anbieter gewinnt, wird dies von Dienstleistern häufig heftig kritisiert. Die Preise sinken teilweise soweit ab, dass man dies nur mit der Hoffnung auf Folgeaufträge erklären kann, meint ein Teil der Dienstleister. Andererseits könnten auch vorherige Preisabsprachen von Auftraggeber und Auftragnehmer eine Erklärung sein. Beide einigen sich vor Ende der Angebotsfrist auf einen Preis und der Auftragnehmer bietet extrem niedrige Preise an, um die Gebühren an den Anbieter für den Auftragnehmer zu senken und aufgrund des Vergabeverfahrens auch den Auftrag zu erhalten. Einige Anbieter haben auf diesen Umstand bereits reagiert und erheben keine Provisionen auf die verauktionierten Arbeiten mehr. Zusätzlich wird häufig das Argument der Schwarzarbeit im Bereich der Auftragsbörsen als Kritikpunkt angeführt. Allerdings ist bei den meisten Websites dieser Art eine Anmeldung mit Gewerbeschein nötig, und die Marktführer verlangen inzwischen eine monatliche Gebühr für alle Dienstleister, was quasi das Aus für private Gelegenheitsarbeiter bedeutet.

## Situation in Deutschland
Das erste Online-Auktionshaus für Handwerk und Dienstleistung, das in Deutschland mit diesem Geschäftskonzept online gegangen ist, war Yellout im April 2000 (Insolvent 2001). Es folgten Undertool im Oktober 2003, smartorder, LetsWorkIt, Jobdoo und blauarbeit im Jahr 2004. Mit großem finanziellen Aufwand zog My-Hammer im Mai 2005 nach. My-Hammer ist unter den Auktionsbörsen für Handwerk und Dienstleistung Marktführer, gefolgt von Blauarbeit, PROFIS (eingestellt zum 14. Februar 2008), Quotatis (früher LetsWorkIt), WORK5 und Jobdoo (Stand: August 2007). Grund dafür dürfte u. a. der Werbeauftritt von My-Hammer im deutschen Fernsehen sein. Dies zeigt aber auch, wie hoch das Potenzial dieser Auktionsform bei den beteiligten Unternehmen eingeschätzt wird. Mitte 2020 wurde die Plattform uvvo.eu ins Leben gerufen, die einen Marktplatz für Dienstleistungen bietet.
Es gab mehrfach Veränderungen bei den Mehrheitsbeteiligungen der führenden Unternehmen und der entsprechenden Leitungen der Firmen. Dies lässt sich als ein Interesse des Kapitalmarkts an diesem Geschäftsmodell deuten. Im Frühjahr 2006 wurde bekannt, dass sich die Verlagsgruppe Georg von Holtzbrinck (Handelsblatt, Wirtschaftswoche etc.) bei My-Hammer mit 31,25 % beteiligt hat. Der französische Marktführer Quotatis hat die Firma Letsworkit komplett übernommen und plant den europäischen Markt mit seinen Portalen in diesem Segment zu bedienen. Ebenso stieg im März 2007 der Gelbe Seiten Verlag – Euro Serve Media mit einer 7-stelligen Investitionssumme bei blauarbeit ein, um das strategische Wachstum in diesem boomenden Markt zu beschleunigen. Der US-amerikanische Online-Marktplatz HomeAdvisor, Tochter des US-Konzerns IAC hat 2016 alle Anteile von Holtzbrinck Digital, dem vorigen Mehrheitseigner von MyHammer, sowie von Rocket-Fonds Global Founders Capital übernommen.

## Situation in Österreich
Der Markt in Österreich scheint sich erst seit dem Jahr 2007 zu entwickeln. In Österreich gab es seit Anfang 2007 einen österreichischen Anbieter, der unter dem Namen edagobert die Domain www.edagobert.com zumindest bis Dezember 2014 betrieb. Daneben entwickeln sich auch die Auktionszahlen von www.my-hammer.at seit Anfang 2008 dynamisch. Darüber hinaus gab es seit Juni 2008 bis zumindest November 2010 einen weiteren Anbieter mit Namen Internet Tender & Auction Service der auf seiner Domain www.i-tas.at Auftragsauktionen neben normalen Auktionen und einem Social Network anbot.

## Situation in der Schweiz
In der Schweiz wurde die Idee erstmals 2003 von der Plattform jobwin.ch aufgegriffen, die zwar immer noch online ist, jedoch keine nennenswerten Aktivitäten mehr aufweist. 2005 folgte die inzwischen eingestellte Plattform my-works.ch.
Im April 2007 startete die Plattform renovero.ch, wobei sich das Dienstleistungsspektrum auf das Handwerk beschränkt und die Offertmöglichkeiten und Vergabemodalitäten nach eigenen Angaben an die Rahmenbedingungen des Schweizer Marktes adaptiert wurden. Renovero gehört heute zur Tamedia-Gruppe.
Ende 2007 startete die Plattform gango.ch, die nach eigener Beschreibung einen geo-lokalisierten, globalen Marktplatz für lokale Dienstleistungen anbietet.
Ein weiterer Anbieter ist Expertado.ch, die seit 2007 nach eigenen Angaben sämtliche Dienstleistungen und Handwerksarbeiten zur Auftragsausschreibung an. Effektiv gehören aber auch hier nahezu alle publizierten Aufträge den Kategorien Handwerk, Umzug oder Reinigung an.
Mit ofri.ch wurde 2009 eine neue Ausschreibungsplattform lanciert, die wie seine Mitbewerber auf die Bereiche Handwerk, Umzug oder Reinigung fokussiert ist.
Ebenfalls 2009 neu gestartet ist der Anbieter bobit.ch. Auch hier wird eine Ausschreibungsplattform für diverse Handwerks- und Dienstleistungskategorien angeboten.
Mit swissoffer.ch wurde im Jahr 2011 eine weitere Plattform lanciert. Sie unterscheidet sich von den anderen Plattformen, insofern die Anzahl der Anbieter beschränkt wird, damit sich der Preiskampf im Rahmen hält. Die Plattform ist im Dienstleistungs wie auch im Handwerksbereich tätig.